# الدوري الإيطالي 1931–32
الدوري الإيطالي الدرجة الأولى 1931–32 (بالإيطالية: Serie A 1931-1932)‏ هو موسم من الدوري الإيطالي الدرجة الأولى. أقيم خلال الفترة 13 سبتمبر 1931 وحتى 12 يونيو 1932، وفاز فيه يوفنتوس.